# Caspar Wessel
Caspar Wessel (n. 8 iunie 1745 la  Jonsrud, Vestby – d. 25 mai 1818 la Copenhaga) a fost un matematician și cartograf norvegiano-danez.
Este primul care a propus (în 1799) interpretarea geometrică a numerelor complexe.
De asemenea, prin lucrarea  Om direktionens analytiske betegning, et forney, anrendt fornemmelig til plane og sphaeriske polygoners oplosning ("Asupra reprezentării analitice a direcțiilor"), poate fi considerat ca precursor al introducerii ideii de vector.
În această lucrare sunt descrise, pentru prima dată, numerele imaginare, dar și cuaternionii.
Tot aici este expusă o demonstrație a teoremei lui Cotes.
A deținut funcția de topograf al Academiei Regale Daneze.
A fost fratele mai tânăr al scriitorului Johan Herman Wessel.
1. 1 2  MacTutor History of Mathematics archive, accesat în 22 august 2017
2. 1 2  Caspar Wessel, Dansk Biografisk Lexikon
3. 1 2 3  Autoritatea BnF, accesat în 10 octombrie 2015
4. 1 2  Caspar Wessel, Brockhaus Enzyklopädie
5. 1 2 3 4 5 6 7 8  MacTutor History of Mathematics archive
6. ↑  Find a Grave
7. ↑  Czech National Authority Database, accesat în 9 iunie 2024